# Cracked Actor
Cracked Actor è un brano musicale scritto dall'artista inglese David Bowie, quinta traccia dell'album Aladdin Sane del 1973.

## Il brano
(Melody Maker, 19 aprile 1973)
L'armonica di Bowie e la chitarra blues di Mick Ronson riaffermano l'atmosfera americana che pervade Aladdin Sane in questo brano che descrive il declino di un ex divo del cinema costretto a pagare per ottenere prestazioni sessuali dietro le quinte di Hollywood, un ritratto decadente di droga e sesso a pagamento che il cantante scrisse durante il suo soggiorno a Los Angeles alla fine di ottobre del 1972.
Il tema è quello già affrontato in Rock 'n' Roll Suicide ma la dignità e il senso del melodramma presenti nella traccia finale di The Rise and Fall of Ziggy Stardust and the Spiders from Mars lasciano il posto allo squallido declino di una superstar dissoluta e invecchiata e la gratificazione della passata celebrità è evidenziata da doppi sensi e allusioni a termini gergali riguardanti sesso, droga e violenza ("smack", "crack", "give me your head").

## Formazione
- David Bowie - voce, armonica
- Mick Ronson - chitarra, cori
- Trevor Bolder - basso
- Mick Woodmansey - batteria

## Cracked Actordal vivo
Il brano venne eseguito durante l'Aladdin Sane Tour 1973 e il Diamond Dogs Tour 1974, per il quale Bowie si trasformò in una sorta di Amleto con tanto di mantello e occhiali da sole e cantando rivolto ad un teschio. Tornò ad essere proposto dal vivo nel Serious Moonlight Tour 1983, con la messa in scena "shakespeariana", e nell'Hours Tour 1999.
Tra le occasioni "estemporanee" in cui Cracked Actor è stata eseguita dal vivo:
- 16 novembre 1999, Late Night with Conan O'Brien, programma trasmesso dalla NBC (performance tagliata per motivi di tempo).
- 22 novembre 1999, Artiste Du Mois, programma trasmesso in Canada da MusiquePlus.
- 4 dicembre 1999, Later... with Jools Holland, programma trasmesso da BBC Two.
- 19 giugno 2000, BowieNet Show, concerto riservato agli abbonati al sito ufficiale del cantante alla Roseland Ballroom di New York.
- 25 giugno 2000, Festival di Glastonbury.
- 27 giugno 2000, BBC Radio Theatre di Londra, concerto trasmesso qualche mese dopo.

Il 23 giugno 2000 venne registrata per il programma TFI Friday di Channel 4 ma la performance non venne mandata in onda.

## Pubblicazioni
Cracked Actor è presente nelle seguenti pubblicazioni:
- David Live (1974)
- Ziggy Stardust - The Motion Picture (1983)
- Ziggy Stardust and the Spiders from Mars (1984, film concerto)
- Serious Moonlight (1984, film concerto)
- Sound + Vision (1989, stessa versione di David Live)
- Bowie at the Beeb (2000)

La versione estratta da Ziggy Stardust - The Motion Picture è stata pubblicata nel novembre 1983 come lato B di White Light/White Heat.

## Cover
Tra gli artisti che hanno pubblicato una cover di Cracked Actor:
- Duff McKagan nel CD singolo Believe in Me del 1993
- i Big Country nel CD singolo Ships (Where Were You) del 1993
- i Rancid Vat nell'EP Bowiecide del 1994
- i Cybernauts in Cybernauts Live del 2000
- gli Zeta Bane in Spiders from Venus: Indie Women Artists and Female-Fronted Bands Cover David Bowie del 2004
- gli Schlechtes Mord-Bumsen in .2 Contamination: A Tribute to David Bowie del 2006
- i Clit 45 in 2, 4, 6, 8... We're The Kids You Love To Hate del 2006

Il brano è stato inoltre eseguito dal vivo dai Twisted Sisters il 10 settembre 1977 al Madhatter di New York, da David Gahan il 6 maggio 2011 durante il MusiCares MAP Fund Benefit Concert di Los Angeles e dai Red Hot Chili Peppers il 5 febbraio 2016 all'Ace Hotel di Los Angeles, durante la campagna per le elezioni presidenziali negli Stati Uniti del candidato democratico Bernie Sanders.